# Andy Hurley
Andrew John Hurley (Menomonee Falls, 31. svibnja 1980.), američki je glazbenik i bubnjar. Najpoznatiji je kao bubnjar u čikaškom rock sastavu Fall Out Boy. Prije nego što se pridružio Fall Out Boyu, Hurley je svirao u nekoliko hardcore punk bendove. Fall Out Boyu se pridružio kao stalni bubnjar u 2003. Nakon što su Fall Out Boy objavili stanku u 2009. Hurley je formirao heavy metal supergrupu The Damned Things s kolegom iz Fall Out Boya, Joe Trohmanom. The Damned Things su također otišli na pauzu nakon što su objavili svoj debi album Ironiclast u 2010. zbog članova sastava koji su se fokusirali na nove albume njihovih primarnih sastava. Hurley se nakon toga pridružio punk bendu Enableru, koji su u 2012. objavili album a nakon toga i turneju. Fall Out Boy je najavio povratak, novi album i turneju 4. veljače 2013. Novi album Save Rock and Roll je izdan 12. travnja 2013.
Hurley je vegan više od 13 godina. Sastavi poput Metallice, Slayera i The Likea su ga inspirirali da počne svirati bubnjeve. Hurley svira s instrumentima C&C Custom drums, Sabian cymbals te Vic Firth sticks.

## Rani život
Hurley je rođen u Menomonee Fallsu, Wisconsinu. Odgojila ga je njegova mama, koja je radila kao medicinska sestra, otac mu je preminuo kada mu je bilo pet godina. Hurley je pohađao srednju školu Menomonee Falls i svirao je udaraljke, iako je njegov prvi instrument bio saksofon. Nakon srednje škole, pohađao je sveučilište Wisconsin-Milwaukee dvopredmetno u antropologiji i povijesti. On sebe objašnjava kao anarhoprimitivista, objašnjavajući da to znači da on vjeruje da ljudi trebaju živjeti onako kako su živjeli prije 10.000 godina. Kada ga je Alternative Press pitao o tome u veljači 2007. on je izjavio da je njegova karijera suprotnost njegovih uvjerenja, ali u isto vrijeme, morao je zarađivati za život.
Hurley posjeduje kuću u Milwaukeeju koja je bila prikazana u epizodi MTV Cribsa. Voli stripove i još uvijek posjeduje svoje prve bubnjeve od C&C Custom drums zajedno sa svojim vlastitim palicama za bubnjeve Vic Firth drumsticks.

## Glazbena karijera
Prije Fall Out Boya, Hurley je svirao u heavy metal i hardcore punk sastavima, uključujući Racetraitor, Killtheslavemaster, Project Rocket, xFor Death or Gloryx, The Kill Pill i Arma Angelus. U 1999. on je bio gost bubnjar na "Jihad" EP-u Vegana Reicha.
Hurley se 2003. pridružio Fall Out Boyu nakon njihovog debitantskog mini-LP albuma Fall Out Boy's Evening Out with Your Girlfriend. Hurley je prijatelj s basistom Peteom Wentzom otkad mu je 16, a on je prvi popunio mjesto bubnjara na turneji za Fall Out Boy prije nego što im se pridružio kao stalni bubnjar. Fall Out Boy je četvrti sastav u kojem je Hurley s Wentzom. S Fall Out Boy, Hurley je postigao veliki komercijalni uspjeh.
Hurley ima izdavačku kuću, Fuck City, koji je izdao glazbu sastava Misery Singles, Peregrine i Auryn.
Hurley je bubnjar heavy metal sastava, The Damned Thing koji sadržava članove sastava Antrhax, Fall Out Boy i Every Time I Die. On je također svirao u hardcore sastavu Enabler. Oni su u ljeto 2012. objavili album imena All Hail The Void. Hurley je također bio član drugih rock sastava.
Krajem 2012. Hurley je počeo svirati bubnjeve u straight-edge hardcore sastavu FocusedXMinds. Bilo je glasina da će povratkom Fall Out Boya završit njegovo vrijeme s njima, ali je Hurley potvrdio na Twitteru 12. ožujka "ja sam u njemu za života."
Fall Out Boy najavio kraj njihove pauze 4. veljače 2013. s novim albumom Save Rock and Roll i nadolazećom turnejom.

## Vanjske poveznice
- Fall Out Boy - službena stranica
- Fuck City - izdavačka kuća Andyja Hurleyja